# Turnul de apă „Cetatea lui Țepeș Vodă”
Turnul de apă „Cetatea lui Țepeș Vodă”, îndeobște cunoscut sub denumirea Castelul Vlad Țepeș din București, este un edificiu ridicat în 1906 în Parcul Carol I cu ocazia organizării Expoziției Generale Române dedicată împlinirii a 40 de ani de la urcarea pe tron a regelui Carol I al României, 25 de ani de la proclamarea Regatului României și 1800 de ani de la cucerirea Daciei de către romani.
Clădirea, cu intrarea prin strada General Candiano Popescu, la numărul 6, realizată după planurile arhitectului Scarlat Petculescu (după alte surse, conform planurilor întocmite de Ștefan Burcuș, V. G. Ștefănescu, I. Berindei), reproduce, la o scară mai mică decât originalul, Cetatea Poenari, ridicată de Vlad Țepeș, domnitorul Țării Românești, în locul numit Cheia Argeșului, de pe Plaiul Loviștei, jud. Argeș.
Arhitecții care s-au ocupat de amenajarea expoziției au prevăzut, în partea stângă a parcului, un turn de apă pe care pompierii să-l aibă la dispoziție pentru a asigura intervenție promptă în caz de incendiu. Postul de pompieri a fost amplasat în zona dominantă a colinei pentru a asigura o supraveghere vizuală permanentă ziua și noaptea, găzduirea pompierilor și a remizei cu utilaje de intervenție precum și marele rezervor de apă.
Deoarece forma rezervoarelor turnului de apă nu a fost una estetică, s-a adoptat soluția includerii lor într-o construcție care să întrunească pretențiile organizatorilor expoziției. Astfel, s-a hotărât includerea rezervorului într-o construcție cu aspect istoric. Inițial, în turnul castelului, înalt de 23 de metri și cu un diametru de 9 metri, se afla montat un rezervor din fontă, cu o capacitate de 200 m³. Bazinul a fost turnat în atelierele lui Oscar Maller și s-a montat în interiorul turnului cetății. Bazinul de apă nu a funcționat însă niciodată. La vremea respectivă, castelul a fost destinat expunerii de obiecte de artă

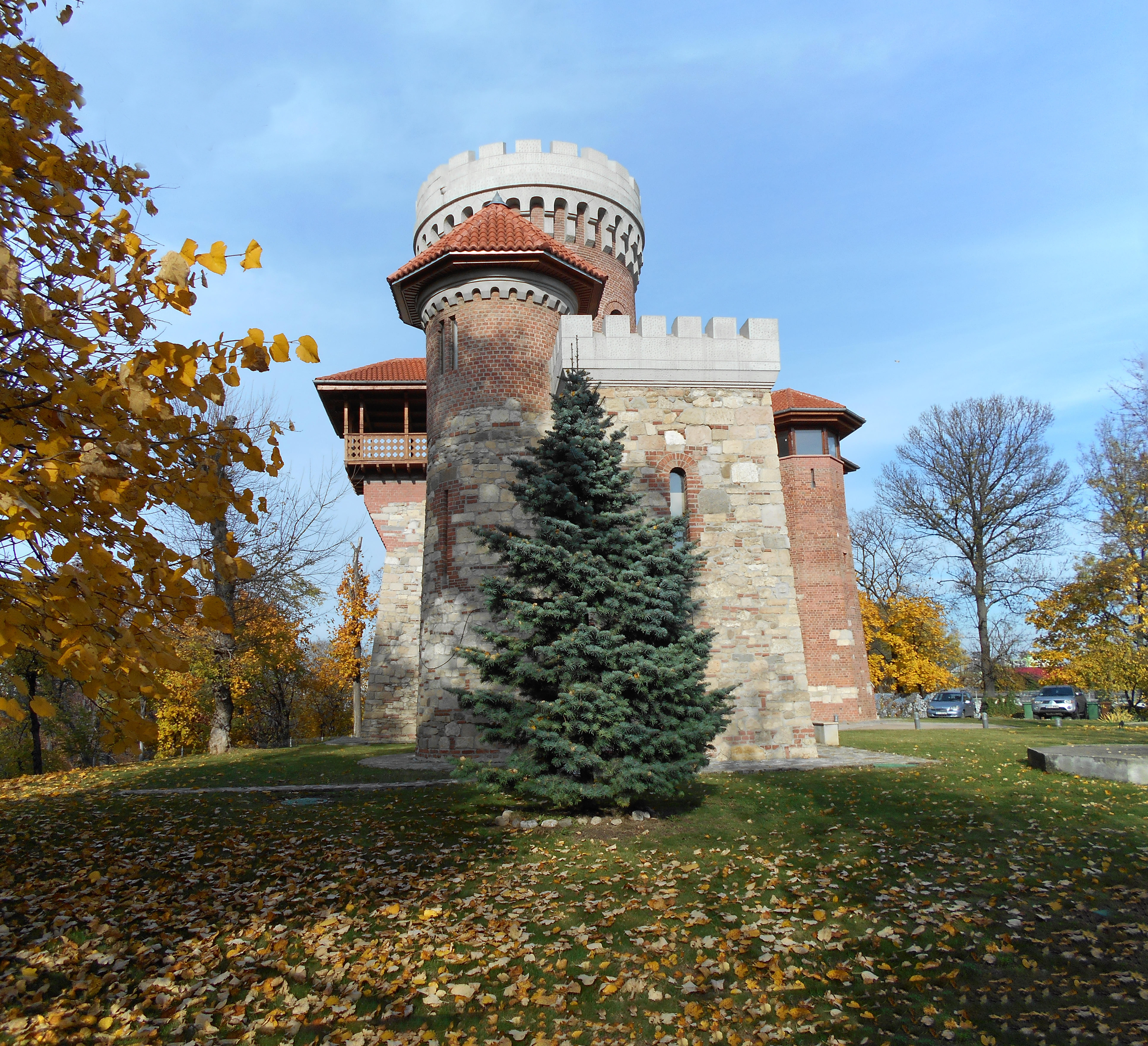
Castelul Vlad Țepeș din București- Vedere din Parcul Carol I

În partea superioară a turnului a fost amenajată o platformă, până la care se putea urca pe o scară de lemn, în spirală, situată între rezervor și turn. De aici, se putea admira Parcul Carol și panorama Bucureștilor.
După Primul Război Mondial, castelul a fost transformat într-o cazarmă destinată corpului de gardă de la Mormântul Ostașului Necunoscut, aflat în apropiere, în fața Muzeului Militar Național, găzduit în acea vreme în Palatul Artelor.
Castelul Vlad Țepeș a avut mai multe funcții. În 1940 a devenit corp de gardă pentru o unitate militară. În 1945, camerele castelului au fost transformate în dormitoare pentru femeile care lucrau la amenajarea parcului Carol.
După ce Mormântul Ostașului Necunoscut a fost demontat în noaptea de 22 spre 23 decembrie 1958 și a fost strămutat la Mausoleul de la Mărășești, pentru a face loc Monumentului eroilor luptei pentru libertatea poporului și a patriei, pentru socialism, inaugurat, la 30 decembrie 1963, spațiile Castelului Țepeș au fost utilizate pentru cartiruirea militarilor din paza mausoleului.
După 1990, edificiul a fost utilizat drept corp de gardă pentru o subunitate de jandarmi care asigura paza la câteva bănci din București.
La 30 septembrie 2004, prin HG 1585, Castelul Vlad Țepeș a devenit oficial sediul Oficiului Național pentru Cultul Eroilor. A fost clasat ca monument istoric (cod LMI B-II-m-B-21011) prin Ordinul Ministrului Culturii nr. 2.653/2010, sub denumirea Turnul de apă „Cetatea lui Țepeș Vodă”.

## Legături externe
Materiale media legate de Turnul de apă „Cetatea lui Țepeș Vodă” la Wikimedia Commons